# Jasse Ikonen
Jasse Erik Kalevi Ikonen, född 13 juni 1990 i Kuopio, är en finsk före detta professionell ishockeyspelare. Ikonen spelade under större delen av sin karriär för olika lag i hemlandet Finland. Han inledde sin seniorkarriär i moderklubben Kalevan Pallo i Liiga, med vilka han tog ett brons i det finska mästerskapet säsongen 2008/09. Han tog ytterligare ett brons säsongen därpå, denna gång med JYP. Ikonen spelade under två säsonger för JYP, innan han återvände till Kalevan Pallo där han spelade fram till säsongen 2013/14. I slutet av november 2013 blev han värvad av HIFK, med vilka han tillbringade fyra säsonger.
Inför säsongen 2017/18 värvades Ikonen av Kärpät och vann därefter sitt första finska mästerskap. Han inledde den efterföljande säsongen med Kärpät, innan han återvände till HIFK. Säsongerna 2019/20 och 2020/21 spelade han för sin femte och sjätte klubb i Liiga, Ilves och Ässät. Efter en säsongslång sejour med den italienska klubben HC Pustertal Wölfe i ICEHL, återvände Ikonen 2022 till Liiga, där han tillbringade inledningen av säsongen 2022/23 med HC TPS. I december 2022 skrev han ett korttidsavtal med Linköping HC i SHL, för att månaden därpå ansluta till seriekonkurrenten Färjestad BK. Säsongen 2023/24 kom att bli Ikonens sista och han spelade då för både Pustertal Wölfe samt Västerås IK i Hockeyallsvenskan.
Som junior vann Ikonen två U20-guld i de finska mästerskapen, säsongen 2007/08 med moderklubben KalPa och säsongen 2010/11 med JYP. Han har också representerat Finland vid ungdoms- och juniorsammanhang, vid U18-VM i Ryssland 2008 och JVM i Kanada 2010.

## Karriär

### Klubblag

#### 2005–2013: Början av karriären
Ikonen påbörjade sin ishockeykarriär i moderklubben KalPa. Säsongen 2005/06 var han assisterande lagkapten för klubbens U16-lag och var under säsongens gång en av lagets främsta målskyttar. Säsongen 2007/08 vann Ikonen U20-mästerskapet i Finland med KalPa. Samma säsong debuterade han också i KalPas seniorlag i Liiga, där han spelade sin första och enda match för säsongen vid 17 års ålder den 21 februari 2008 hemma mot Tappara. Samma månad förlängde han sitt avtal med KalPa med en säsong.
Säsongen 2008/09 spelade Ikonen främst i KalPas U20-lag, där han var näst bästa målskytt med 17 mål på 37 grundseriematcher. I slutspelet var han lagets bästa poängplockare och bästa målskytt med åtta poäng på fem matcher, varav fem mål. Under denna säsong spelade Ikonen också nio grundseriematcher och två matcher i slutspelet i Liiga för KalPa, dock utan att göra några poäng. Han tilldelades senare ett finskt brons sedan KalPa besegrat Esbo Blues i matchen om tredjepris. Under säsongens gång spelade Ikonen även åtta matcher i Mestis med det finska U20-landslaget, där han noterades för två mål och två assistpoäng.
Inför säsongen 2009/10 skrev Ikonen ett tvåårsavtal med JYP, med option på ytterligare en säsong. Han fick därefter spela för JYP-Akatemia i Mestis, där han på 26 grundseriematcher noterades för tio mål och sju assistpoäng. Under säsongen blev Ikonen även uppflyttad till JYP:s seniorlag i Liiga. Han spelade där i 13 grundseriematcher och noterades för två mål och två assistpoäng. Han gjorde sitt första Liigamål den 12 november 2009 i en match mot HPK. Vid transferfönstret, i slutet av januari 2010, flyttade han från Akatemia till JYP:s seniorlag för återstoden av säsongen, dock utan att få särskilt mycket speltid Ikonen resten av säsongen. Han spelade istället större delen av vårsäsongen i klubbens J20-lag. I början av säsongen 2010/11 spelade Ikonen till största delen i JYP-Akatemia. Han spelade fem matcher i Liiga under säsongen, men tillbringade återigen vårsäsongen JYP:s J20-lag. I J20-serien tog sig klubben till final där Ikonen, i den femte och avgörande matchen den 29 mars 2011, gjorde det avgörande målet till 4–3 mot Esbo Blues.
JYP valde att inte nyttja optionen på ytterligare en säsong i Ikonens kontrakt, varpå han återvände till moderklubben KalPa inför säsongen 2011/12 med ett nytt tvåårsavtal. Detta kom att bli hans första hela säsong i Liiga, och han noterades för 21 poäng på 58 grundseriematcher (tolv mål, nio assist). KalPa, som vann grundserien, slogs i det följande slutspelet ut omgående i kvartsfinalserien mot Esbo Blues med 3–4 i matcher. På sex slutspelsmatcher stof Ikonen för två assistpoäng. Säsongen 2012/13 missade Ikonen flertalet matcher i grundserien på grund av skador. Under säsongens gång spelade han också en match som utlånad till SaPKo i Mestis. I november 2012 förlängde han sitt avtal med KalPa med ytterligare tre säsonger. Trots detta värvades Ikonen i november 2013 till seriekonkurrenten HIFK.

#### 2013–2024: Guld med Kärpät och spel utomlands

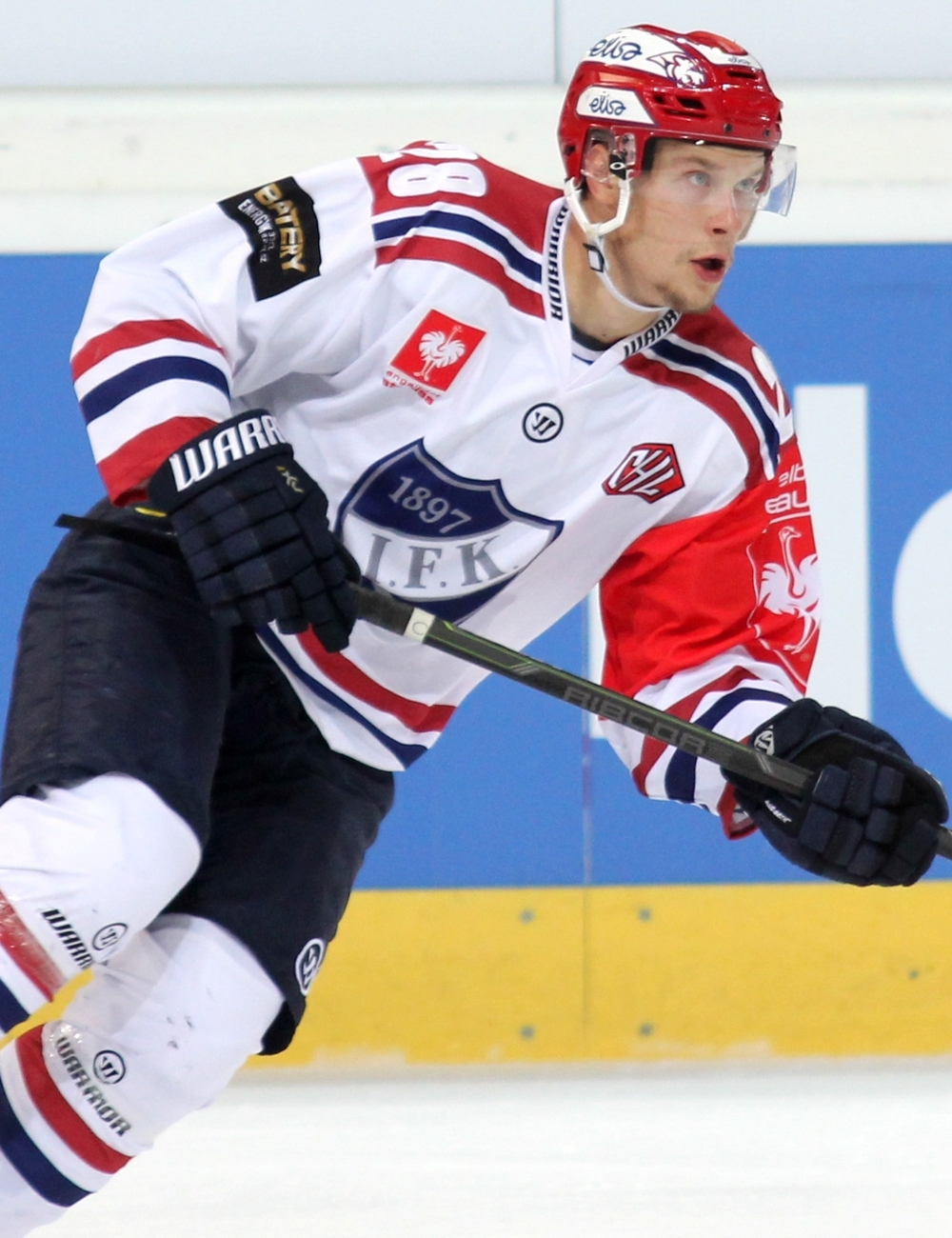
Ikonen med HIFK, 2015.

Inför säsongen 2015/16 utsågs Ikonen till en av de assisterande lagkaptenerna i HIFK. Därefter gjorde han sin poängmässigt bästa säsong i Liiga. På 55 grundseriematcher noterades han för 29 poäng, varav 19 mål. I lagets interna skytteliga slutade han på andra plats bakom Tomáš Záborský och delade åttondeplatsen Liigas totala skytteliga med Charles Bertrand och Josh Green. HIFK vann grundserien i Liiga och tog sig sedan till final i slutspelet efter att man slagit ut Pelicans och JYP i kvarts-, respektive semifinal. I finalserien föll laget mot Tappara med 4–2 i matcher. I slutspelet var Ikonen, tillsammans med lagkamraterna Yohann Auvitu och Corey Elkins, den spelare som hade bäst plus/minus-statistik (+8). Han var också med sex gjorda mål i slutspelet lagets näst bästa målskytt. På 18 matcher noterades han för totalt tio poäng.
I maj 2016 skrev han på en ettårig kontraktsförlängning med HIFK. Säsongen 2016/17 avslutades i förtid då Ikonen drabbats av en skada efter endast tre matcher av slutspelet. Den 16 mars 2017, i den andra matchen i första omgången mot Kärpät, gjorde han det avgörande målet i matchens första förlängning som slutade med en 4–3-seger för HIFK. Ikonens mål gav HIFK en kvartsfinalplats.
Inför säsongen 2017/18 skrev Ikonen ett tvåårsavtal med Kärpät. Han missade dock försäsongen på grund av en hamstringsskada. Ikonen fick en mindre roll i den nya klubben och noterades endast för åtta poäng på 44 matcher i grundserien. I slutspelet gjorde han ett mål och en assistpoäng på 14 matcher. Laget tog sig till finalspel och Ikonen fick en assistpoäng till det mål som avgjorde finalserien. Med mindre än fem minuter kvar av seriens sjätte match var han med och spelade fram till Aleksi Mäkeläs 0-1–mål. I januari 2019, i mitten av säsongen 2018/19, sades Ikonen kontrakt med Kärpät upp när klubben inte längre kunde erbjuda Ikonen den roll han eftersökte. Dagen därpå meddelades det att han skulle komma att återvända till HIFK med ett kontrakt för återstoden av säsongen.
Ikonen blev klar för sin femte Liigaklubb inför säsongen 2019/20 då han flyttade till Ilves med ett ettårskontrakt. Sejouren i klubben blev ettårig och på 56 grundseriematcher noterades han för 17 poäng, varav tio mål. Laget slutade på fjärde plats i grundserien och det efterföljande slutspelet ställdes in på grund av Covid-19-pandemin. Efter att ha tillbringat början av säsongen 2020/21 som kontraktslös, skrev Ikonen i november 2020 ett avtal över resten säsongen med Ässät. Ikonen spelade totalt 36 grundseriematcher för klubben och noterades för fyra mål och sju assistpoäng. Laget slutade på tolfte plats i grundserien och missade därmed slutspelet.
Den 2 juni bekräftades det att Ikonen lämnat Finland för spel i ICEHL med HC Pustertal Wölfe för säsongen 2021/22. Han utsågs till en av lagets assisterande lagkaptener. I slutspelet slogs laget ut i kvartsfinalrundan av Alba Volán Székesfehérvár med 4–0 i matcher.
I september 2022 återvände Ikonen till Liiga då han skrivit ett månadslångt avtal med HC TPS. Klubben värvade Ikonen i första hand som ersättare till Vili Munkki, som ådragit sig en skada. I december stod det klart att han skrivit ett nytt korttidsavtal, denna gång med den svenska klubben Linköping HC i SHL med ett kontrakt till den 24 januari 2023. Ikonen gjorde debut i SHL den 8 december 2022 i en match mot Färjestad BK. Han spelade totalt tolv matcher för Linköping och gjorde sitt första SHL-mål den 7 januari 2023, på Linus Söderström, i en 7–4-seger mot Skellefteå AIK. På dessa matcher noterades Ikonen för ett mål och fyra assistpoäng. Samma månad, den 23 januari, bekräftades det att han skrivit ett avtal med Färjestad BK för återstoden av säsongen. För Färjestad producerade han tre assistpoäng på 15 grundseriematcher. Han spelade inte några matcher för klubben i det följande SM-slutspelet, där Färjestad slogs ut i kvartsfinalserien mot Frölunda HC.
Säsongen 2023/24 kom att bli Ikonens sista. Efter att ha inlett säsongen som kontraktslös återvände han till Pustertal Wölfe i ICEHL, vilket bekräftades i november 2023. Han spelade 19 matcher för klubben och noterades för tre poäng innan han lämnade klubben i januari 2024. Den 31 januari meddelades det att Ikonen skrivit ett avtal för återstoden av säsongen med Västerås IK i Hockeyallsvenskan. Han gjorde debut i ligan den 2 februari 2024 och spelade totalt 14 matcher för klubben, som misslyckades att ta sig till slutspel.

### Landslag
Ikonen var uttagen till Finlands trupp till U18-VM i Ryssland 2008. Laget tog sig igenom gruppspelsrundan genom en tredje plats i grupp B, bakom Sverige och USA. I det efterföljande slutspelet slogs man sedan ut av Kanada i kvartsfinal, i en match som slutade 2–1. Finland slutade på sjätte plats i turneringen sedan man också förlorat en placeringsmatch mot Tyskland med 3–4. På sex matcher gick Ikonen poänglös.
Ikonen blev också uttagen till Finlands trupp vid JVM i Kanada 2010. Finland slutade trea i grupp B och ställdes mot USA i kvartsfinal. Man förlorade matchen med 6–2 och slutade femma i turneringen, på sex matcher noterades Ikonen för två assistpoäng.

## Statistik

### Klubbkarriär
| 2007–08       | KalPa              | Liiga         | 1   | 0  | 0  | 0   | 0   | —  | — | — | —  | —  |
| 2008–09       | KalPa              | Liiga         | 9   | 0  | 0  | 0   | 4   | 2  | 0 | 0 | 0  | 0  |
| 2008–09       | Suomi U20          | Mestis        | 8   | 2  | 2  | 4   | 4   | —  | — | — | —  | —  |
| 2009–10       | JYP-Akatemia       | Mestis        | 26  | 10 | 7  | 17  | 34  | —  | — | — | —  | —  |
| 2009–10       | Suomi U20          | Mestis        | 7   | 2  | 1  | 3   | 8   | —  | — | — | —  | —  |
| 2009–10       | JYP                | Liiga         | 13  | 2  | 2  | 4   | 4   | —  | — | — | —  | —  |
| 2010–11       | JYP                | Liiga         | 5   | 0  | 0  | 0   | 2   | —  | — | — | —  | —  |
| 2010–11       | JYP-Akatemia       | Mestis        | 22  | 7  | 4  | 11  | 24  | —  | — | — | —  | —  |
| 2011–12       | KalPa              | Liiga         | 58  | 12 | 9  | 21  | 82  | 6  | 0 | 2 | 2  | 0  |
| 2012–13       | KalPa              | Liiga         | 41  | 3  | 11 | 14  | 30  | 5  | 0 | 0 | 0  | 8  |
| 2012–13       | SaPKo              | Mestis        | 1   | 0  | 0  | 0   | 0   | —  | — | — | —  | —  |
| 2013–14       | KalPa              | Liiga         | 20  | 2  | 3  | 5   | 10  | —  | — | — | —  | —  |
| 2013–14       | HIFK               | Liiga         | 27  | 2  | 8  | 10  | 8   | 2  | 0 | 0 | 0  | 0  |
| 2014–15       | HIFK               | Liiga         | 29  | 10 | 6  | 16  | 54  | —  | — | — | —  | —  |
| 2015–16       | HIFK               | Liiga         | 55  | 19 | 10 | 29  | 10  | 18 | 6 | 4 | 10 | 2  |
| 2016–17       | HIFK               | Liiga         | 49  | 7  | 6  | 13  | 4   | 3  | 1 | 1 | 2  | 2  |
| 2017–18       | Kärpät             | Liiga         | 44  | 4  | 4  | 8   | 8   | 14 | 1 | 1 | 2  | 8  |
| 2018–19       | Kärpät             | Liiga         | 24  | 2  | 4  | 6   | 10  | —  | — | — | —  | —  |
| 2018–19       | HIFK               | Liiga         | 23  | 3  | 7  | 10  | 8   | 13 | 0 | 1 | 1  | 26 |
| 2019–20       | Ilves              | Liiga         | 56  | 10 | 7  | 17  | 24  | —  | — | — | —  | —  |
| 2020–21       | Ässät              | Liiga         | 36  | 4  | 7  | 11  | 14  | —  | — | — | —  | —  |
| 2021–22       | HC Pustertal Wölfe | ICEHL         | 41  | 6  | 8  | 14  | 18  | 4  | 0 | 0 | 0  | 2  |
| 2022–23       | HC TPS             | Liiga         | 15  | 2  | 2  | 4   | 0   | —  | — | — | —  | —  |
| 2022–23       | Linköping HC       | SHL           | 12  | 1  | 4  | 5   | 2   | —  | — | — | —  | —  |
| 2022–23       | Färjestad BK       | SHL           | 15  | 0  | 3  | 3   | 4   | —  | — | — | —  | —  |
| 2023–24       | HC Pustertal Wölfe | ICEHL         | 19  | 1  | 2  | 3   | 2   | —  | — | — | —  | —  |
| 2023–24       | Västerås IK        | HA            | 14  | 0  | 2  | 2   | 2   | —  | — | — | —  | —  |
| Liiga totalt  | Liiga totalt       | Liiga totalt  | 505 | 82 | 86 | 168 | 272 | 63 | 8 | 9 | 17 | 46 |
| Mestis totalt | Mestis totalt      | Mestis totalt | 64  | 21 | 14 | 24  | 70  | —  | — | — | —  | —  |

### Internationellt
| År            | Lag           | Turnering     | Matcher | Mål | Assists | Poäng | Utv. |
| ------------- | ------------- | ------------- | ------- | --- | ------- | ----- | ---- |
| 2008          | Finland       | U18-VM        | 6       | 0   | 0       | 0     | 32   |
| 2010          | Finland       | JVM           | 6       | 0   | 2       | 2     | 14   |
| Junior totalt | Junior totalt | Junior totalt | 12      | 0   | 2       | 2     | 44   |